# Caterina Valente
Caterina Valente (Paris, 14 de janeiro de 1931 – Lugano, 9 de setembro de 2024) foi uma cantora, guitarrista, dançarina, comediante e atriz franco-italiana,  reconhecida como uma das grandes artistas do século XX. Seu repertório musical foi muito variado e inclui jazz, schlager, música pop, canções de grandes musicais, chanson e bossa nova. Em 1959, tornou-se responsável por levar à Europa o gênero Bossa Nova, contribuindo para a popularidade dos ritmos latino-americanos naquele continente.
Valente nasceu numa família italiana de artistas. Seu pai, Giuseppe, era um apreciado tocador de acordeão; sua mãe, Maria, atuava como palhaço e musicista. Valente teve três irmãos, um dos quais, Silvio Francesco, também esteve no show business.
Cosmopolita e poliglota, gravou canções em 12 idiomas, dos quais domina 6 (francês, italiano, sueco, alemão, inglês e espanhol). Caterina Valente, em seus últimos anos de vida desfrutava de sua aposentadoria e levava uma vida tranquila longe dos holofotes, residindo entre a Suíça e os Estados Unidos.

## Discografia selecionada

### Estados Unidos
- The Hi-Fi Nightingale, 1956
- Olé Caterina, 1957, (Decca DL-8436)
- Plenty Valente!, 1957, (Decca DL 8440)
- A Toast To the Girls, (Decca DL 8755)
- Schlagerparade, (Decca DL 8852)
- More Schlagerparade, (Decca DL 4035)
- À La Carte - Caterina Valente Sings In French, (Decca DL 4050)
- Arriba!, 1959
- The Greatest... in Any Language!, (Decca DL 4052)
- Golden Favorites, (Decca DL-4504)
- Rendezvous with Caterina, (Decca)
- Fire & FrenzyCaterina Valente & Edmundo Ros Orchestra: , 1960
- Classics with a Chaser, 1960, (RCA Victor LPM-2119)
- Super-Fonics, (RCA LSP-2241)
- Great Continental Hits, 1962. Decca
- South Of The Border, 1963.
- Valente In Swingtime, 1963. Teldec
- Caterina Valente's Greatest Hits, 1965. Decca
- The Intimate Valente, 1966. Decca
- Strictly U.S.A., (London LL 3307)
- Songs I've Sung on the Perry Como Show
- I Happen to Like New York, (London LL 3362)
- Valente & Violins, 1964. (London 3363)
- Sweet Beat, (London PS 536)
- Valente on T.V.
- Love, 1972. (London Phase 4), Stereo

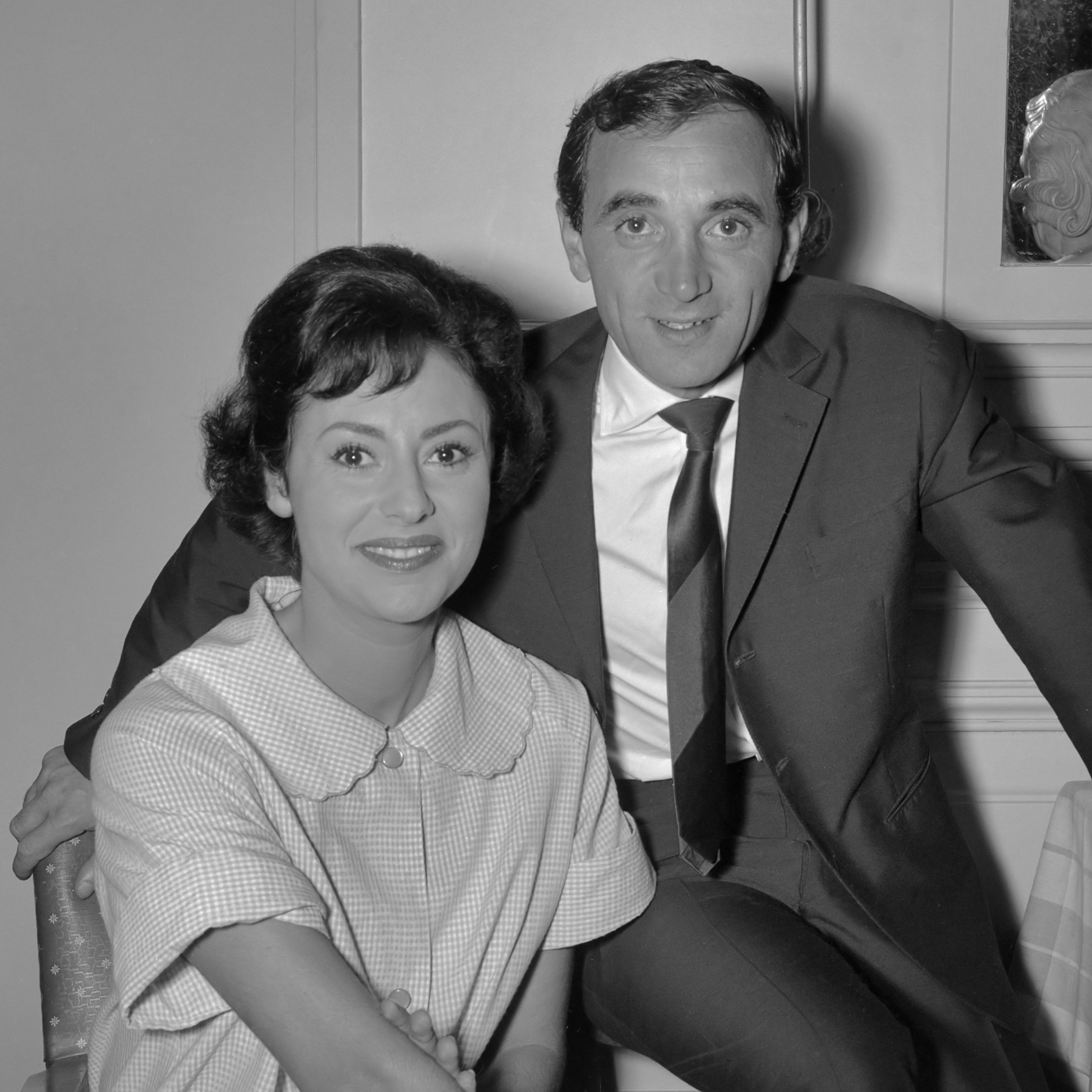
Com Charles Aznavour em 1961

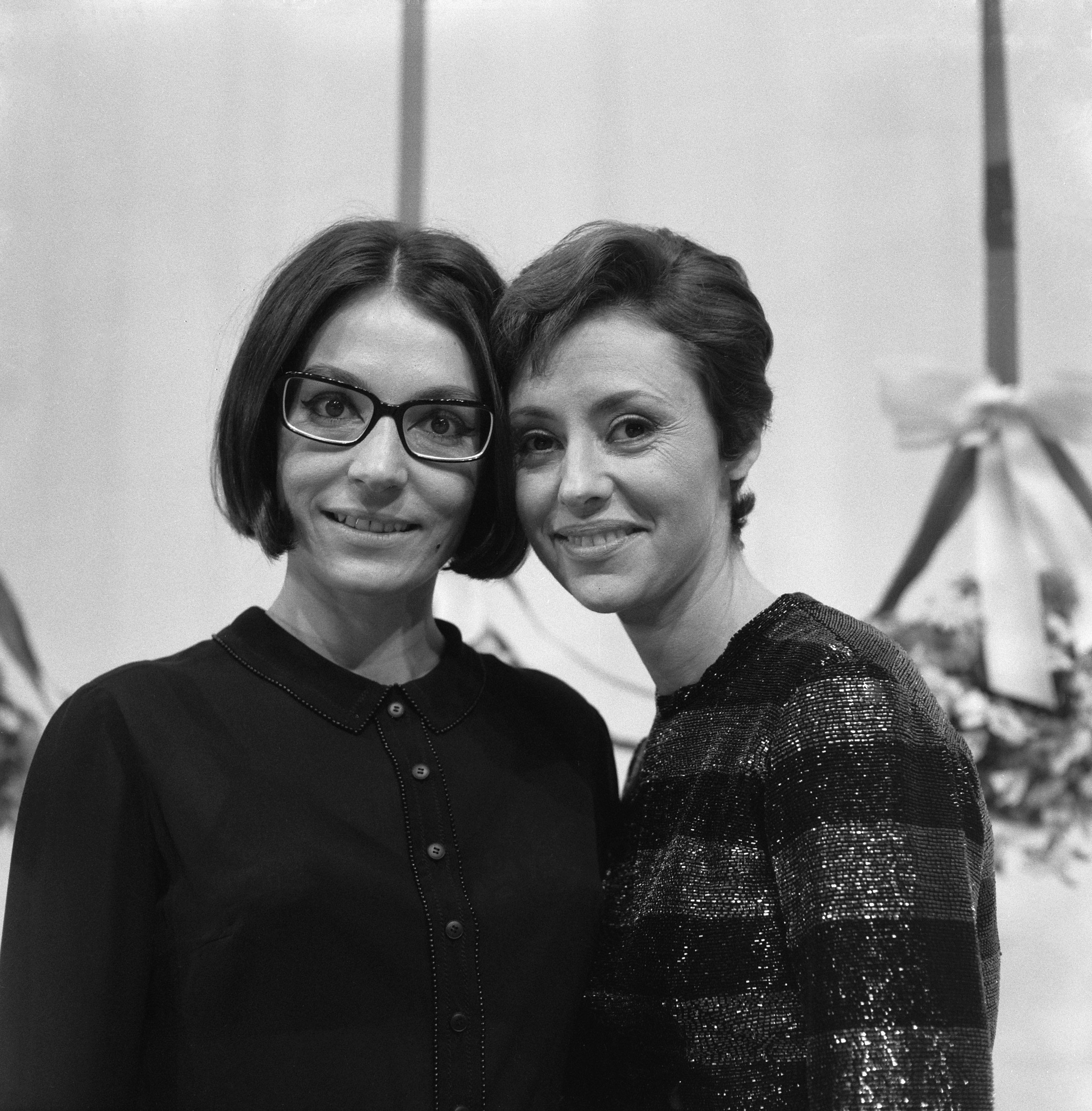
Com Nana Mouskouri em 1966

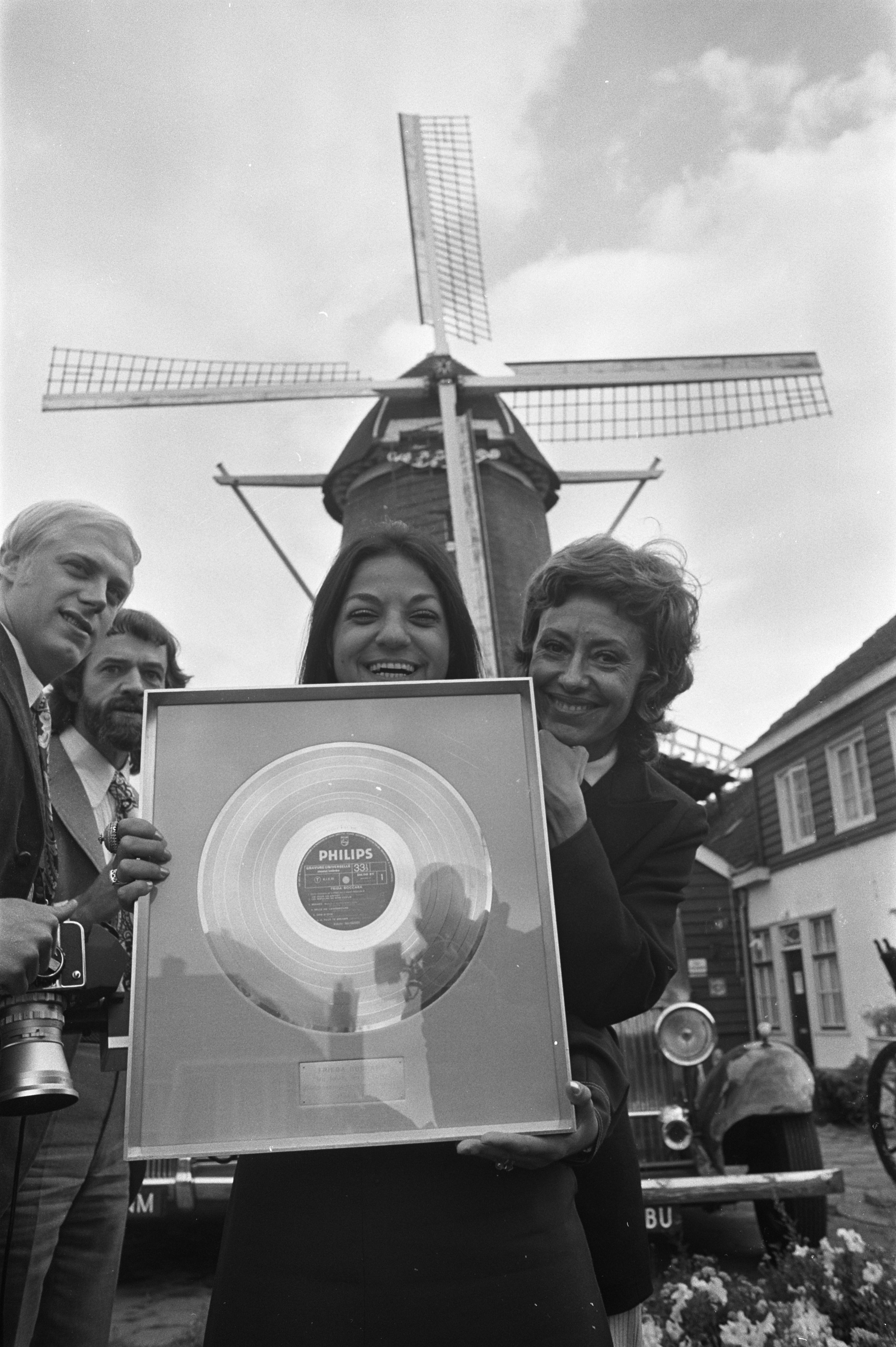
Com Frida Boccara em 1971

### Brasil
- Serenata d'Amore
- A Poliglota da Canção
- Caterina - A Cosmopolita, Polydor 46065
- Caterina Valente com Edmundo Ros

### Peru
- Caterina Cherie, Polydor 46310

### Argentina
- Una Cita Con Caterina Valente (A Date With Caterina Valente), Polydor 24011, 10 inch LP
- Olé, Caterina!, (Polydor 25019)
- Un Brindis para las Muchachas, (Polydor 25048)
- Bueno... Clásico... y Popular! (Classics with a Chaser), (RCA Victor LPM-2119)
- Classics with a Chaser, (RCA Victor LPM-2119)

### Colômbia
- Cosmopolitan Lady, (Polydor 46065)
- A Toast To The Girls, (Polydor 46074)

### Reino Unido
- Caterina Valente & Edmundo Ros: Nothing But Aces, Decca 4157
- Great Continental Hits, Decca LK 4508
- Valente In Swingtime, 1963. Decca SKL 4537
- I Happen to Like New York, Decca LK 4630
- Caterina Valente's Greatest Hits, 1965
- The World of Caterina Valente, 1971. Decca SPA 192

### Austrália
- I Happen to Like New York, World Record Club S/4384, 196?
- Great Continental Hits, World Record Club, 196?
- The Best of Caterina Valente, SUMMIT Karussell SRA 250-548 (on the cover)/2430 032 (on the label)

### Alemanha
- Plenty Valente!, 1957. Polydor LPHM 43.037
- A Date With Caterina Valente, Polydor 45 517
- Olé Caterina!, Polydor 46 029 LPHM
- Weltschlager mit Caterina Valente, 1959. Polydor Sonderauflage Bertelsmann J 53503, 10 inch LP
- Ihre großen Erfolge
- Konzert für Frack und Petticoat - Classics with a Chaser, RCA LSP-2119
- Super-Fonics, RCA LSP-2241
- Caterina Valente & Edmundo Ros: Latein Amerikanische Rhythmen, DECCA BLK 16184-P
- Caterina in Italia, Decca BLK 16211-P
- Caterina on Tour, Decca BLK 16213-P
- Caterina Valente & Silvio Francesco: Deutsche Evergreens, Decca SLK 16 189 P
- Pariser Chic, Pariser Charme, Decca SLK 16266 P
- I Happen to Like New York, Decca SLK 16 290
- Wenn es Nacht wird in den Städten, 1965. Decca SLK 16 345
- Portrait in Music, Decca SLK 16 420-P
- Happy Caterina, Decca SLK 16485-P
- Die großen Erfolge (Decca ND 103, Stereo)
- Schlager, Lieder & Chansons, Decca ND 182
- Schlager, Lieder & Chansons 2, Decca ND 557
- Caterina Valente & Edmundo Ros: Olé Mambo, 1969. Decca 79 505
- Caterina Valente & Edmundo Ros: Latin together, Decca SLK 16849-P
- Ich wär so gern bei Dir, Decca 6.22003
- The Best Of Caterina Valente, Polydor 184047
- Tanz mit Catrin, HÖR ZU TELDEC HZT 514
- Ganz Paris träumt von der Liebe - Caterina Valente singt ihre Welterfolge, 1970.
- Bonjour Kathrin – Caterina Valente präsentiert ihre größten Erfolge, 1965
- Bonjour Kathrin, Karussell 635 106

### Japão
- Cosmopolitan Lady, 10 inch LP
- Caterina Latin Album, 1963
- De Luxe Latin Album, 1966

### África do Sul
- Latein Amerikanische Rhythmen, 1960
- Du bist Musik, 1956 (45106 LPH - Polydor Sternchen)

## Filmografia selecionada
- Bonjour Kathrin (1956)
- Liebe, Tanz und 1000 Schlager
- Schneewittchen und die 7 Gaukler
- du bist wunderbar (1959)

## Morte
Valente morreu em Lugano , Suíça, em 9 de setembro de 2024, aos 93 anos.

## Premiações
(Principais prêmios)
- 1961 Bravo Otto, „Female singers“ Gold (also 1960, 1962 and 1963 in Silver)
- 1964 "Europremio" European TV Award, Venice, Italy
- 1965 „O Globo“ Award for Best Foreign Singer of Latin American music, Brazil
- 1965 "FAME Award", USA
- 1968 Bundesverdienstkreuz 1. Klasse ("1st Class Cross of Merit"), Germany
- 1972 "Officier de l'éducation artistique" Officer of Artistic Education, Paris, France
- 1986 „Großes Bundesverdienstkreuz der Bundesrepublik Deutschland“ Grand Cross of Merit, Germany
- 1966 Goldene Kamera, Germany
- 1990 Bambi, Germany
- 1991 Goldene Europa „Lifetime-Award“, Saarbrücken, Germany
- 1995 Bambi „Lifetime-Award“, Germany
- 1998 Platin Romy Lifetime Award, Austria
- 2002 Echo, „Lifetime-Award“ Germany
- 2004 "Premio GABARDI", Lifetime Milano, Italy
- 2005 Honorary Bambi, Germany